# پارک سانگ-یونگ
پارک سانگ-یونگ (انگلیسی: Park Sang-young؛ زادهٔ ۱۶ اکتبر ۱۹۹۵) شمشیرباز اهل کره جنوبی است.